# 컴퓨터를 소재로 한 영화 목록
다음은 컴퓨터를 소재로 한 영화 목록이다.

## 인공지능
- 2001: 스페이스 오디세이
  - HAL 9000
- 테니스 신발을 신은 컴퓨터
- 콜로서스 (영화)
- 프로테우스 4
- 블레이드 러너
- 트론
- 위험한 게임 (1983년 영화)
- 브레인스톰 (1983년 영화)
- 2010 우주 여행
- 터미네이터 (영화)
- 스카이넷 (터미네이터)
- 협곡의 실종
- 조니 5 파괴 작전
- 내 사랑 사이보그
- 조니 5 파괴 작전 2
- 로봇인간 칩
- 내 사랑 사이보그 3
- 스타 트랙 7 - 넥서스 트랙
- 해커즈
- 코드명 J
- 네트 (영화)
- 스타 트랙 8 - 퍼스트 콘택트
- 에너미 오브 스테이트
- 로스트 인 스페이스 (영화)
- 스타 트랙 9 - 최후의 반격
- 바이센테니얼 맨 (영화)
- 매트릭스 (영화)
- 13층
- 유니버셜 솔져 2: 그 두번째 임무
- 바이러스 (1999년 영화)
- A.I.
- 스워드피쉬 (영화)
- 시몬 (2002년 영화)
- 네메시스 (2002년 영화)
- 매트릭스 2: 리로디드
- 매트릭스 3: 레볼루션
- 아이, 로봇
- 은하수를 여행하는 히치하이커를 위한 안내서 (영화)
- 다이하드 4.0
- 이글 아이
- 아이언맨 (영화)
- 더 문
- 아이언맨 2
- 퍼슨 오브 인터레스트
- 주먹왕 랄프
- 그녀 (영화)
- 아이언맨 3
- 더 머쉰
- 오토마타 (영화)
- 트랜센던스
- 인터스텔라
- 바이스: 범죄도시
- 엑스 마키나 (영화)
- 어벤져스: 에이지 오브 울트론
- 모건 (2016년 영화)

## 컴퓨터

### 영화
- 사랑의 전주곡
- 알파빌 (영화)
- 10억 달러짜리 두뇌
- 안드로메다의 위기 (영화)
- 기숙사 대소동
- 백만장자 프로젝트
- 소셜 네트워크 (영화)
- 잡스 (영화)
- 이미테이션 게임
- 스티브 잡스 (영화)
- 에브리씽 에브리웨어 올 앳 원스

### 텔레비전 시리즈
- 퍼슨 오브 인터레스트
- 홀트 앤 캐치 파이어
- 코모도어 64
- 매킨토시 128K
- 실리콘 밸리 (시트콤)
- IT 크라우드

## 해킹

### 영화
- 이탈리안 잡 (1969년 영화)
- 트론
- 위험한 게임 (1983년 영화)
- 페리스의 해방
- 스니커즈 (영화)
- 백지 수표 (영화)
- 해커즈
- 네트 (영화)
- 언더시즈 2
- 엔트랩먼트
- 13층
- 실리콘 밸리의 신화
- 앨테어 8800
- 스워드피쉬 (영화)
- 스코어 (2001년 영화)
- 마음대로 훔쳐라
- 이탈리안 잡 (2003년 영화)
- 풀 프루프
- 인크레더블
- 월드 오브 투모로우
- 파이어월 (영화)
- 네트 2.0
- 다이하드 4.0
- 월-E
- 킬 위드 미
- 소셜 네트워크 (영화)
- 로봇 앤 프랭크
- 제5계급
- 디스커넥트 (영화)
- 오픈 윈도우즈
- 후 엠 아이 (영화)
- 블랙코드
- 채피 (영화)
- 스노든 (영화)
- 해커 (영화)
- 아논
- 시카다 3301 (영화)

### 다큐멘터리
- 시티즌포

### 텔레비전 시리즈
- 퍼슨 오브 인터레스트
- CSI: 사이버
- 미스터 로봇

## 가상 현실
- 선 위의 세상
- 트론
- 브레인스톰 (1983년 영화)
- 론머 맨
- 폭로 (1994년 영화)
- 브레인스캔
- 공각기동대 (영화)
- 스트레인지 데이즈 (영화)
- 가상현실 (영화)
- 코드명 J
- 너바나 (1997년 영화)
- 엑시스텐즈
- 매트릭스 (영화)
- 13층
- 아발론 (2001년 영화)
- 매트릭스 2: 리로디드
- 매트릭스 3: 레볼루션
- 이노센스 (2004년 일본 영화)
- 카르고
- 게이머 (2009년 영화)
- 트론: 새로운 시작
- 트랜센던스
- 레디 플레이어 원 (영화)

## 바이러스
- 슈퍼맨 3
- 오피스 스페이스
- 펄스 (영화)

## 프로그래밍
- 폭로 (1994년 영화)
- 실리콘 밸리의 신화
- 앨테어 8800
- 패스워드 (영화)
- 컨트롤 알트 딜리트 (영화)
- 소셜 네트워크 (영화)
- 히든 피겨스

## 웹사이트
- 피어닷컴
- 킬 위드 미
- 소셜 네트워크 (영화)
- 인턴십 (영화)
- 더 파이러트 베이: 키보드를 떠나서

## 커뮤니케이션
- 백지 수표 (영화)
- 유브 갓 메일
- 사이버 밀실: 위험한 초대

## 초자연
- 프로테우스 4
- 신비의 체험
- 론머 맨
- 해커스 (1993년 영화)
- 언프렌디드: 친구삭제

## 전쟁
- 닥터 스트레인지러브
  - 마지막 날 기계
- 파이어폭스 (영화)
- 위험한 게임 (1983년 영화)
- 브레인스톰 (1983년 영화)
- 스텔스 (2005년 영화)

## 우주
- 아폴로 13

## 애니메이션
- 공각기동대 (영화)
- Serial experiments lain
- 공각기동대 STAND ALONE COMPLEX
- 이노센스 (2004년 일본 영화)
- 에르고 프록시
- 공각기동대 S.A.C. Solid State Society